# Барбара Палвін
Бáрбара Пáлвін (угор. Palvin Barbara; нар. 8 жовтня 1993, Будапешт, Угорщина) — угорська модель та акторка.

## Кар'єра
Модельну кар'єру почала в 13 років, зі знайомства у 2006 з представником з Icon Model Management, який став її менеджером.
2006 року переїхала та працювала в Азії. 2009 року почала співпрацювати з найбільшим міжнародним модельним агентством IMG. Знялася для квітневого номера журналу «Jalouse», брала участь у фотосесії для італійського і російського «Vogue», з'явилася на обкладинці французького «L'Officiel» і угорського «Glamour», стала моделлю для Armani Exchange, H&M, Victoria's Secret і Pull and Bear.
Згодом була запрошена до участі в показах таких модних будинків, як Miu Miu, Nina Ricci, Giles, Louis Vuitton, Emanuel Ungaro, Christopher Kane, Julien MacDonald, Jeremy Scott, Etro. Під час паризького тижня моди 2010 року брала участь у показах Vivienne Westwood. Кілька разів з'являлася на сторінках російських модних видань, зокрема, Vogue за липень, листопад і грудень 2010 року.
Зайняла 40 місце в рейтингу «Top 50 Models Women» за версією сайту models.com. Її часто порівнюють з російською моделлю Наталею Водяновою. Редакторка британського Vogue Міранда Алмонд сказала: «Ми вибрали Барбару, тому що вона абсолютно вишукана, шукає щось середнє між молодими Брук Шилдс і Наталією Водяновою». Її улюблені моделі — Водянова і Кейт Мосс. 
У лютому 2012 року стала амбасадоркою L'Oréal Paris.

## Особисте життя
Барбара Палвін поєднує модельну кар'єру з навчанням в університеті. Хоча це досить виснажливо, вона не уявляє життя без роботи, яка «дозволяє подорожувати усім світом, зустрічатися з цікавими людьми і багато що дізнатися про справжнє життя».
Одружена з Діланом Спроусом.